# 川口軌外

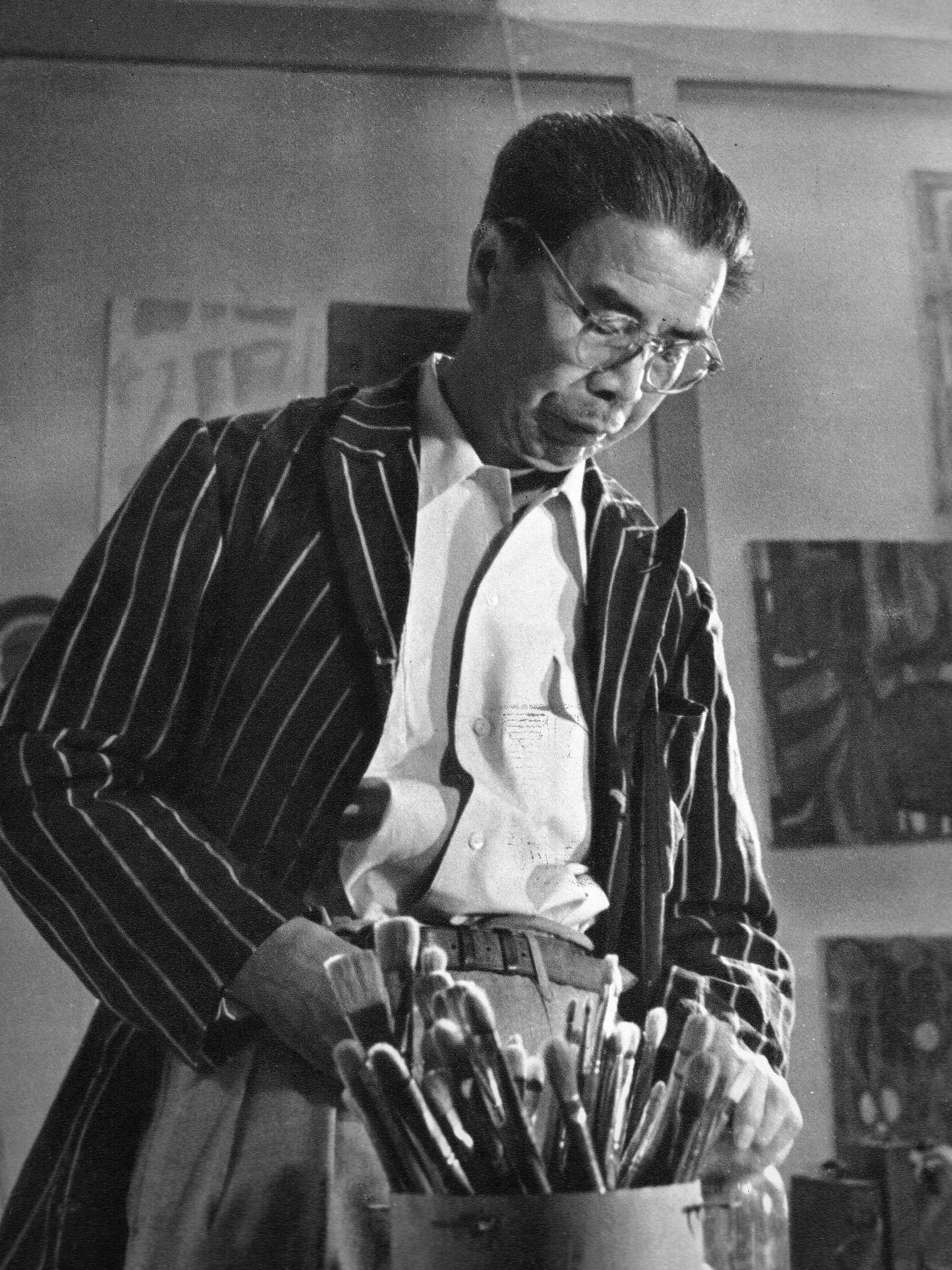
川口軌外（1954年、藤本四八撮影）

川口 軌外（かわぐち きがい、1892年〈明治25年〉11月10日 - 1966年〈昭和41年〉6月5日）は、日本の洋画家。和歌山県生まれ。1920年代、パリでアンドレ・ロート、フェルナン・レジェ、マルク・シャガールらに学ぶ。帰国後の1930年代、独立美術協会の結成に参加。幻想的で色彩豊かな作風で評価を得た。戦後は国画会に所属し、抽象的な作風へと展開した。東京都で没した。

## 略歴
- 1892年（明治25年） : 和歌山県有田郡御霊村（現在の和歌山県有田郡有田川町）に生まれる。本名は孫太郎。
- 1909年（明治42年） : 和歌山県師範学校に入学。
- 1911年（明治43年） : 洋画夏期講習会に参加し油絵を始める。
- 1912年（大正元年） : 上京し太平洋画会研究所に学ぶ。
- 1913年（大正2年） : 和歌山県師範学校を放校となる。
- 1914年（大正3年） : 日本美術院洋画部に学ぶ。
- 1916年（大正5年） : 戸井田忍と結婚。
- 1917年（大正6年） : 第4回二科展に初入選。安井曾太郎に学ぶ。
- 1918年（大正7年） : 長男、京村が生まれる。
- 1919年（大正8年） : フランスに渡り、パリで学ぶ。
- 1923年（大正12年） : 一時帰国。翌年、妻子をともない再度フランスに渡る。パリ郊外のクラマールに住み、小島善太郎、里見勝蔵、佐伯祐三、前田寛治らと親交を結ぶ。アンドレ・ロート、フェルナン・レジェらに学び、マルク・シャガールにも教えを受ける。
- 1929年（昭和4年） : 帰国。第16回二科展で二科賞を受賞。
- 1930年（昭和5年） : 1930年協会会員となる。その後、独立美術協会の結成に加わる。
- 1931年（昭和6年） : 第1回独立美術協会展。以後、独立展を中心に盛んに発表を行う。
- 1943年（昭和18年） : 独立美術協会を脱退。
- 1945年（昭和20年） : 空襲激化のため和歌山に疎開。
- 1947年（昭和22年） : 国画会会員となる。
- 1950年（昭和25年） : 上京し、国画会展を中心に発表を行う。
- 1956年（昭和31年） : 雅号を「軌厓」とする。
- 1963年（昭和38年） : 国画会を脱退。川口軌外展（和歌山県立美術館）。
- 1964年（昭和39年） : 第1回和歌山県民文化賞を受賞。
- 1966年（昭和41年） : 脳軟化症のため逝去。享年73。

## 主な作品
- 「風景（モントバン）」（1926年、福岡市美術館蔵）
- 「車のある風景」（1928年、和歌山県立近代美術館蔵）
- 「静物（マンドリン）」（1931年、東京国立近代美術館蔵）
- 「静物」（1932年、宮城県美術館蔵）
- 「白い花」（1932年、静岡県立美術館蔵）
- 「スヴニール」（1932年、京都国立近代美術館蔵）
- 「少女と貝殻」（1934年、和歌山県立近代美術館蔵）
- 「鸚鵡と少女」（1935年、大原美術館蔵）
- 「群鳥」（1938年、東京国立近代美術館蔵）
- 「円光」（1952年、福岡市美術館蔵）
- 「精油所と船」（1953年、神奈川県立近代美術館蔵）
- 「夏の浜」（1955年、茨城県近代美術館蔵）
- 「作品B」（1955年、横浜美術館蔵）